# Listă de comunități neîncorporate din statul Mississippi
Prezenta pagină este o listă alfabetică a comunităților neîncorporate din statul  Mississippi,  Statele Unite ale Americii.

 †  Reședință de comitat 

 ††  Capitalele statelor și Reședințele comitatelor

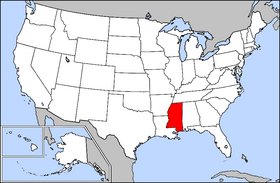
Harta statului în cadrul
hărții SUA

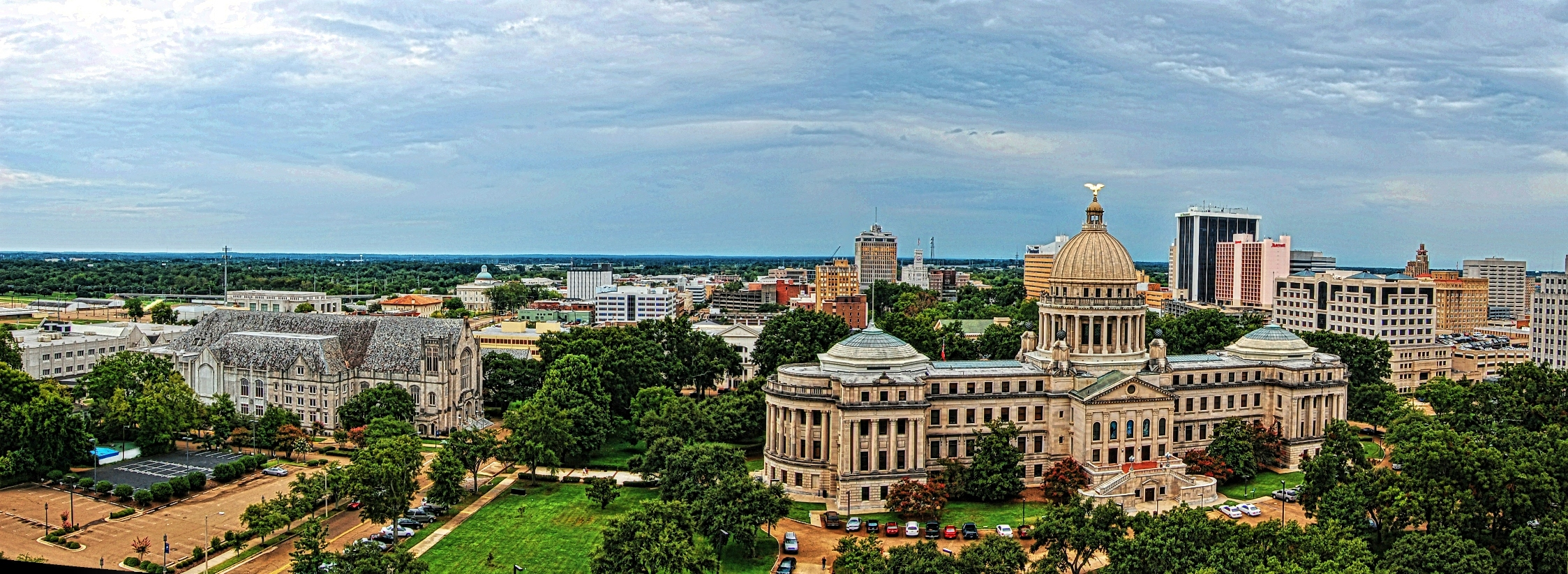
Jackson

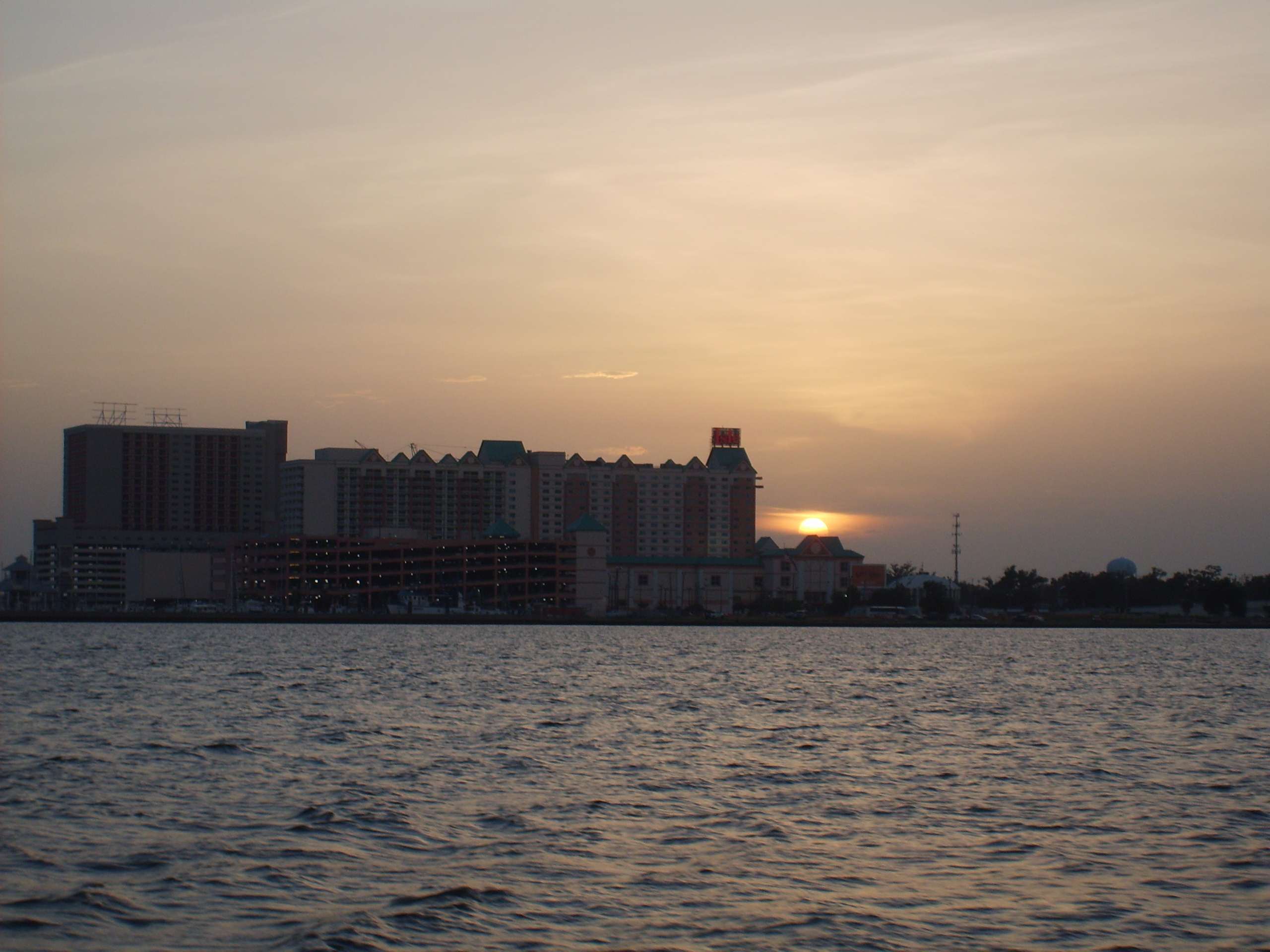
Biloxi

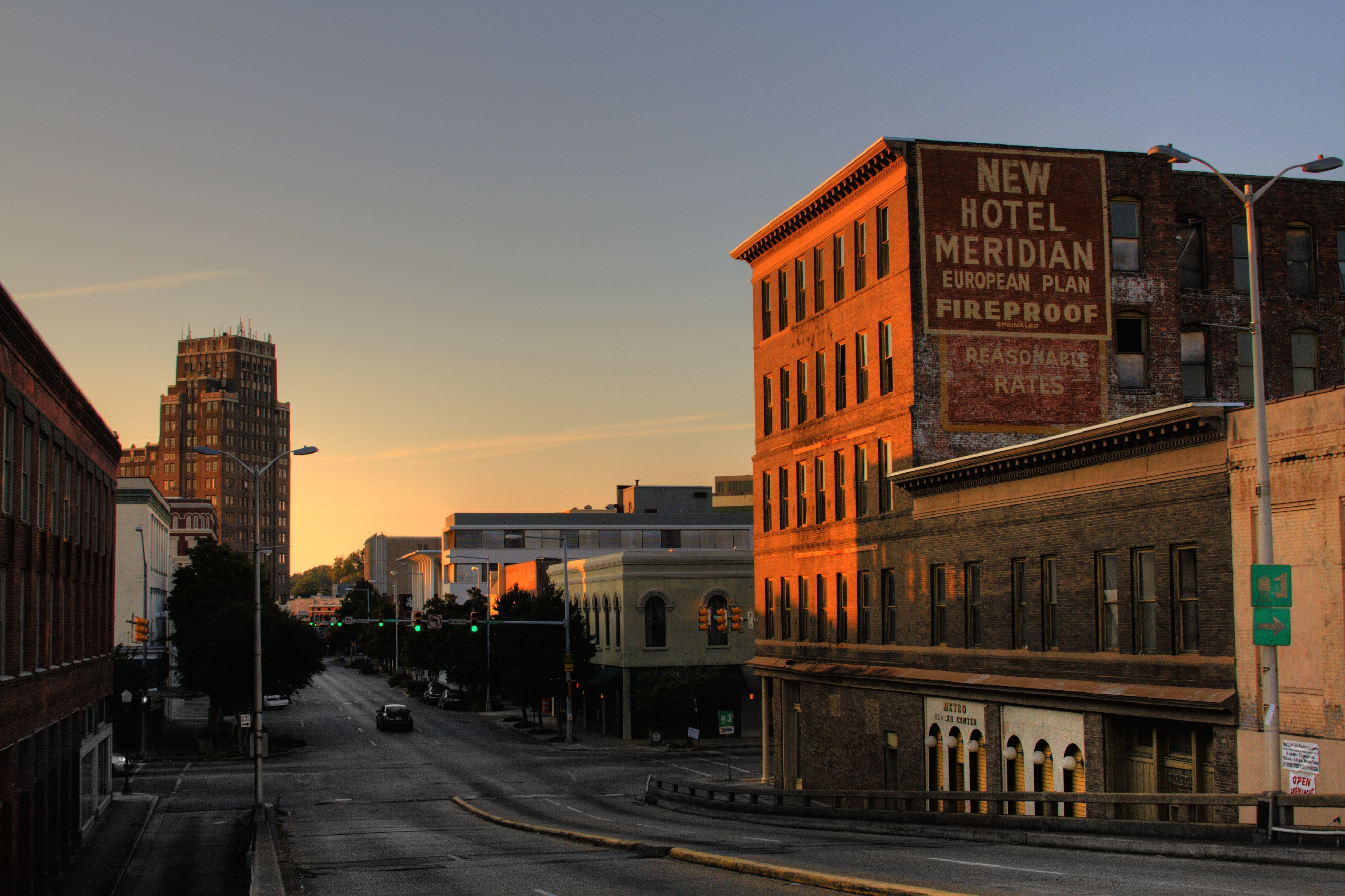
Meridian

- Vedeți articolul despre statul Mississippi
- Vedeți Listă de comitate din statul Mississippi
- Vedeți Listă de orașe din statul Mississippi
- Vedeți Listă de târguri din statul Mississippi
- Vedeți Listă de sate din statul Mississippi
- Vedeți Listă de comunități neîncorporate din statul Mississippi
- Vedeți Listă de comunități desemnate pentru recensământ din statul Mississippi
- Vedeți Listă de localități dispărute din statul Mississippi

Statul Mississippi nu are ca subdiviziuni teritoriale de ordin trei,
- districte
- rezervații amerindiene și
- zone de teritoriu neorganizat.

## Cele mai mari orașe
Datele demografice sunt bazate pe estimări ale anului 2012.

## Comunități neîncorporate din statul Mississippi

### A
- Avalon, comitatul Carroll

### B
- Banner, comitatul Calhoun
- Black Hawk, comitatul Carroll
- Bolivar, comitatul Bolivar
- Buena Vista, comitatul Chickasaw

### C
- Canaan, comitatul Benton
- Choctaw, comitatul Bolivar
- Christmas, comitatul Bolivar
- Coila, comitatul Carroll
- Coles, comitatul Amite

### D
- Deeson, comitatul Bolivar

### E
- Egypt, comitatul Chickasaw

### G
- Gillsburg, comitatul Amite

### H
- Hesterville, comitatul Attala
- Hopewell, comitatul Benton
- Hushpuckena, comitatul Bolivar

### J
- Jacinto, comitatul Alcorn

### L
- Lamar, comitatul Benton
- Lamont, comitatul Bolivar
- Litton, comitatul Bolivar
- Loyd, comitatul Calhoun

### M
- Malvina, comitatul Bolivar
- McAdams, comitatul Attala
- McCarley, comitatul Carroll
- McCondy, comitatul Chickasaw
- Michigan City, comitatul Benton

### O
- O'Reilly, comitatul Bolivar

### P
- Perthshire, comitatul Bolivar
- Pine Ridge, comitatul Adams
- Pyland, comitatul Chickasaw

### R
- Round Lake, comitatul Bolivar

### S
- Sarepta, comitatul Calhoun
- Scott, comitatul Bolivar
- Shake Rag, comitatul Chickasaw
- Skene, comitatul Bolivar
- Sibley, comitatul Adams
- Smithdale, comitatul Amite
- Sparta, comitatul Chickasaw
- Stanton, comitatul Adams
- Stringtown, comitatul Bolivar
- Symonds, comitatul Bolivar

### T
- Teoc, comitatul Carroll
- Thorn, comitatul Chickasaw
- Trebloc, comitatul Chickasaw

### V
- Valley Hill, comitatul Carroll
- Van Vleet, comitatul Chickasaw

### W
- Washington, comitatul Adams
- Waxhaw, comitatul Bolivar
- Wenasoga, comitatul Alcorn
- Williamsville, comitatul Attala
- Winborn, comitatul Benton

### Y, Z
- Zama, comitatul Attala

## Legături interne
- Vedeți statul Mississippi
- Vedeți Listă de comitate din statul Mississippi
- Vedeți Listă de orașe din statul Mississippi
- Vedeți Listă de târguri din statul Mississippi
- Vedeți Listă de sate din statul Mississippi
- Vedeți Listă de comunități neîncorporate din statul Mississippi
- Vedeți Listă de comunități desemnate pentru recensământ din statul Mississippi
- Vedeți Listă de localități dispărute din statul Mississippi

Statul Mississippi nu are ca subdiviziuni teritoriale de ordin trei,
- districte
- rezervații amerindiene și
- zone de teritoriu neorganizat.

## Alte legături interne
- Categorie:Liste de comitate din Statele Unite ale Americii după stat
- Categorie:Liste de orașe din Statele Unite după stat
- Categorie:Liste de târguri din Statele Unite după stat
- Categorie:Liste de districte civile din Statele Unite după stat
- Categorie:Liste de sate din Statele Unite după stat
- Categorie:Liste de comunități neîncorporate din Statele Unite după stat
- Categorie:Liste de localități dispărute din Statele Unite după stat
- Categorie:Liste de comunități desemnate pentru recensământ din Statele Unite după stat
- Categorie:Liste de rezervații amerindiene din Statele Unite după stat
- Categorie:Liste de zone de teritoriu neorganizat din Statele Unite după stat